# Ganisa longipennata
Ganisa longipennata är en fjärilsart som beskrevs av Clayton Dissinger Mell 1958. Ganisa longipennata ingår i släktet Ganisa och familjen Eupterotidae. Inga underarter finns listade i Catalogue of Life.